# Helge Berglund (kanslisekreterare)
Helge Berglund, född 11 april 1889 i Folkärna, Dalarna, död 26 december 1971 i Danderyd, var en svensk kansilsekreterare.
Berglund utgav 1926 en om originell författarbegåvning vittnande novellsamling, I fru Justitias förgård. Den däri ingående berättelsen Konsistorienotarien belönades med 1:a pris i Vecko-Journalen stora novellpristävling samma år. Utöver denna gav Berglund även ut en del facklitteratur inom sitt område. Han är begravd på Danderyds kyrkogård.